# 比安卡·比滕道格
比安卡·比滕道格（1993年11月9日—），生于開普敦，南非女子冲浪运动员，她曾在2020年夏季奥林匹克运动会上获得女子短板银牌，她在世界冲浪联赛的最高排名为2015年的第4名。